# Tumor Biology
Tumor Biology 誌は、臨床腫瘍学および実験腫瘍学を対象とした隔月刊の英語の学術雑誌である。1970年代初期に日本で設立された国際腫瘍生物学医学会（The International Society of Oncodevelopmental Biology and Medicine: ISOBM）の公式な会誌として1980年にOncomvelopmental Biology and Medicineの名称で発刊され、1984年に今の名称に変更された。現在は、略称をそのまま活かす形で変更された国際腫瘍学バイオマーカー学会（The International Society Of Oncology and BioMarkers: ISOBM）の公式な会誌である。
当初はKarger Publishersによって発行され、 2010年にSpringer Science + Business Mediaに移ったあと、2016年12月からSAGE Publicationsで発行されている。現在の編集長はMagdalena Chechlinska（キュリー研究所、ワルシャワ）である。

## 趣旨と領域
腫瘍マーカー、腫瘍標的およびがんの橋渡し研究に主眼を置いているが、Pathway analyses, non-coding RNAs, Circulating tumor cells, Liquid biopsies, Exosomes, Epigenetics, Cancer stem cells, Tumor immunology and immunotherapy, Tumor microenvironment, Targeted therapies, Therapy resistance, Cancer genetics, Cancer risk screening など、悪性腫瘍に関する実験レベルの研究から臨床的な研究まで広くカバーしている。

## 歴代編集長
- 1980 - 1983年：平井秀松（北海道大学）とWilliam H. Fishman（La Jolla Cancer Research Foundation, USA）
- 1984年：Munro A. Neville（Ludwig Institute for Cancer Research, USA）
- 1995 - 1998年：Sabine von Kleist（Albert Ludwigs University, GER）
- 1999 - 2017年：Torgny Stigbrand（Umea University, SWE）
- 2018年 - 現在：Magdalena Chechlinska（Curie Institute, POL）

## 検索・引用情報
この雑誌に掲載された論文は、PubMed, MEDLINE, CAS, EMBASE, Scopus, Current Contentsおよび Web of Science などの文献検索サービスで取り扱われている。また、Journal Citation Reportsによると、この雑誌の2016年のインパクトファクターは3.650である。